# Дидима (Арголида)
Ди́дима (греч. Δίδυμα) — село в Греции. Административно относится к общине Эрмионида в периферийной единице Арголида в периферии Пелопоннес. Расположено на высоте 172 м над уровнем моря, на юге Арголиды, у южного подножья гор Дидимон, в 12 км к северу от города Кранидион. Население 1047 человек по переписи 2011 года.

## История
Древний город Дидимы (др.-греч. Δίδυμοι ή Δίδυμα — «Близнецы») упоминает Павсаний. Он сообщает о храмах Аполлона, Посейдона и Деметры со статуями из белого мрамора.
Село называлось Дидимон (греч. Δίδυμον). В 1879 году (ΦΕΚ 50Α) переименовано в Дидими (Δίδυμοι), в 1940 году — в Дидима.

## Сообщество
Община Дидимон (Δήμος Διδύμων) создана в 1834 году (ΦΕΚ 19Α). В 1912 году (ΦΕΚ 262Α) община упразднена и создано сообщество (Κοινότητα Διδύμων). В сообщество входит шесть населённых пунктов. Население 1320 человек по переписи 2011 года. Площадь 119,617 км².
| Населённый пункт | Население (2011), человек |
| ---------------- | ------------------------- |
| Айос-Иоанис      | 10                        |
| Дидима           | 1047                      |
| Лукаитион        | 196                       |
| Пелеи            | 9                         |
| Радон            | 57                        |
| Саландион        | 1                         |

## Население
| Год  | Население, человек |
| ---- | ------------------ |
| 1991 | 1179               |
| 2001 | 1227               |
| 2011 | ↘ 1047             |